# 新濟布科夫
52°32′N 31°56′E / 52.533°N 31.933°E
新濟布科夫（羅馬化：Novozybkov）是俄羅斯布良斯克州西南部的一個城市，距布良斯克西南200公里。2002年人口43,038人。
1701年建立，1809年設市。